# يان إريك غوستافسن
يان إريك غوستافسن (بالنرويجية البوكمول: Jan Erik Gustavsen)‏ هو دراج نرويجي، ولد في 6 فبراير 1946 في Brandval (village) ‏ في النرويج.

## وصلات خارجية
- يان إريك غوستافسن على موقع أرشيف الدراجات (الإنجليزية)
- يان إريك غوستافسن على موقع إحصائيات الدراجات الإحترافية (الإنجليزية)
- يان إريك غوستافسن على موقع أوليمبيديا (الإنجليزية)